# Библиолатрия
Библиолатрия (от др.-греч. βιβλίον — «книга», -λατρία — «поклонение») — поклонение книге, идолопоклонническое почитание книги или обожествление книги. Священные тексты некоторых религий запрещают поклонение идолам, но со временем сами тексты начинают рассматриваться как священные, подобно идолам, и верующие могут в конечном итоге фактически поклоняться книге. Библиолатрия приписывает текстам безошибочность, а значит, и совершенство, исключая богословские инновации, развитие или прогресс.

## Христианство
В христианстве термин «библиолатрия» может использоваться для обозначения либо крайней преданности Библии, либо доктрине безошибочности Библии. Сторонники библейской безошибочности указывают на стихи (например, 2Тим. 3:16, 17), которые интерпретируют писание в каноническом виде как полный источник знаний о Боге. Критики этой точки зрения называют это формой идолопоклонства, указывая на такие стихи, как Иоан. 5:39, 40, где Иисус призывает людей к прямому отношению с Богом, а не к слепому следованию письменным правилам.

## Сикхизм
В сикхизме священное писание, «Гуру Грантх Сахиб», считается живым гуру. Сикхи устанавливают его в святилищах храмов, а верующие почтительно приветствуют его, кланяясь и простираясь перед ним. С начала XX века Фаркухар и другие учёные рассматривают практику поклонения, когда верующие наклоняются и касаются головой пола у дверей гурдвары или перед Гуру Грантх Сахибом, а также множество других ежедневных ритуалов как форму идолопоклонства. Когда книга доступна в святилище сикхской гурдвары, «Гуру Грантх Сахиб» покрыт дорогой парчой, и служители обмахивают его в знак почтения.
По словам Джеймса Моффата, ритуальное поклонение сикхами книге «Гуру Грантх Сахиба» — это «истинная библиолатрия». Широко распространённое преданное поклонение «Гуру Грантх Сахиб» в этих храмах вызвало сравнение с ритуальным отношением к сикхским писаниям как к идолу.
Такие учёные, как Элеонора Несбитт, называют практику Нанаксар Гурдвара предложения еды, приготовленной сикхскими преданными, Гуру Грантх Сахиб, а также занавешивание священного писания во время этого ритуала формой идолопоклонства. Баба Ишар Сингх из международной сети сикхских храмов защищает эту практику, заявляя, что сикхские писания — это больше, чем бумага и чернила.
По словам Кристины Мирволд, к каждому экземпляру сикхских священных писаний относятся как к личности и почитают с помощью тщательно продуманных церемоний, которые являются ежедневными актами «служения за заслуги». Эти ежедневные ритуальные служения и почитание священных писаний со стороны сикхов, утверждает Мирволд, не являются уникальными для сикхизма. Они формируют «смыслы, ценности и идеологии» и создают основу для коллективного богослужения, которая присутствует во всех основных доминирующих верах.